# Дискаверер-4
Дискаверер-4 (англ. Discoverer 4) (KH-1 1, Corona 4) — американский космический аппарат. Первый аппарат из разведывательных спутников серии KH-1, запускавшихся по программе CORONA.

## Конструкция
Спутник был неотделяемым от второй ступени «Аджена» и вместе с ней составлял 5,73 метра в длину и 1,52 метра в диаметре. Корпус изготовлен из магниевого сплава. Полезная аппаратура массой 111 кг располагалась в носовом обтекателе. В самой передней части спутника располагалась возвращаемая капсула массой 88 кг. Капсула имела вид полусферы с диаметром 84 см и длиной 69 см.
Оборудование состояло из панорамной камеры с разрешением 12 метров. Плёнка с отснятым материалом должна была быть доставлена на Землю в спускаемой капсуле.

## Запуск
Запуск Дискаверера-4 прошёл неудачно. Из-за недостаточного ускорения 2-й ступени спутник не смог достичь орбиты.